# Maria Mena
Maria Viktoria Mena (19 de febrero de 1986, Oslo, Noruega) es una cantante y compositora noruega.

## Biografía
Desde niña, Maria Mena se vio muy influenciada por el arte. Su madre escribía obras de teatro y su padre era baterista. Mena y su hermano Tony deben sus nombres a West Side Story de Leonard Bernstein.
Su padre fue miembro de varias bandas en Oslo, lo que hizo que Maria se interesara por la música. Sus padres se divorciaron cuando ella tenía nueve años, lo que la sumió en una depresión y le causó trastornos alimentarios. Su madre es noruega y su padre es nicaragüense.
Al cumplir trece años se fue a vivir con su padre. Entonces comenzó a cantar y escribir canciones como terapia, y a expresar así sus sentimientos y frustraciones. "My Lullaby", una de las historias que escribió en su diario, se convirtió en canción. La canción habla del dolor que le causó el divorcio de sus padres. Tras suplicarle a su padre que le dejara hacer una maqueta, consiguió ponerse en contacto con algunos de los contactos de su padre para que grabaran sus canciones. Después, su padre enseñó la maqueta a varias discográficas. Sony Music la contrató.
En 2002 publicó su primer sencillo, "Fragile (Free)", en Noruega, pero no tuvo demasiado éxito. En cambio, "My Lullaby", el que fuera su segundo sencillo, fue top 5 en las listas de música noruegas. Las emisoras NRK P1, P3, P4, Radio 1 y Radio Oslo emitieron la canción con frecuencia, lo que hizo que la joven cantante pronto tuviera fanes y ganase su primer disco de platino. Tras su éxito, publicó su primer álbum, "Another Phase", que llegó a ser el número 6 de la lista de discos más vendidos en Noruega. 
Maria apareció en The Late Show with David Letterman presentando su primer álbum internacional, "White Turns Blue", con el que consiguió el número uno en la lista de éxitos de la revista musical Billboard. Se hizo un hueco en las listas de éxitos de varios países con la canción. Mientras tanto, publicó su segundo álbum en Noruega, "Mellow". No tuvo tanto éxito como "Another Phase", pero aun así tuvo buena aceptación. Su segundo sencillo de ambos discos fue "Just a Little Bit".
En 2005 publicó el álbum "Apparently Unaffected" en Noruega y algunos países europeos, cuyos singles fueron "Miss You Love" y "Just Hold Me". Tuvo un gran éxito en Noruega, estuvo tuvo tres nominaciones Spellemann, la de mejor artista femenina, mayor éxito y mejor video musical. Se publicó el álbum en junio de 2006 en Holanda y, debido a su éxito, Mena dio algunos conciertos en Utrecht y Ámsterdam. Superó a los álbumes "I'm Not Dead" de Pink, "Loose" de Nelly Furtado y "B'Day" de Beyoncé en Holanda.
Actuó en el concierto Live Earth que tuvo lugar en Hamburgo, Alemania.
"Belly Up", se estrenó en la radio noruega en junio de 2008. Es el primer sencillo de su álbum, "Cause and Effect" en Noruega. Su primer sencillo internacional es "All This Time", y el álbum se estrenó en el mercado internacional el 26 de septiembre de 2008.
El 23 de septiembre de 2011 lanzó su álbum "Viktoria".

## Discografía

### Álbumes
| Año  | Álbum                                                                                | Posición | Posición | Posición | Posición       | Posición | Certificación         |
| Año  | Álbum                                                                                | NOR      | NL       | US       | US Heatseekers | GER      | Certificación         |
| ---- | ------------------------------------------------------------------------------------ | -------- | -------- | -------- | -------------- | -------- | --------------------- |
| 2002 | Another Phase - Primer álbum - Publicado: 22 de abril de 2002                        | 6        | —        | —        | —              | —        |                       |
| 2004 | Mellow - Segundo álbum de estudio - Publicado: 1 de marzo de 2004                    | 7        | —        | —        | —              | —        |                       |
| 2004 | White Turns Blue - Primer álbum internacional - Publicado: 20 de julio de 2004       | —        | —        | 102      | 1              | —        |                       |
| 2005 | Apparently Unaffected - Tercer álbum de estudio - Publicado: 14 de noviembre de 2005 | 6        | 11       | —        | —              | 22       | - GER: Gold (100,000) |
| 2008 | Cause and Effect - Cuarto álbum de estudio - Publicado: 15 de septiembre de 2008     | 4        | 8        | —        | —              | 20       | - GER: Gold (100,000) |
| 2011 | Viktoria - Quinto álbum de estudio - Publicado: 23 de septiembre de 2011             | 2        | 17       |          |                | 18       |                       |
| 2013 | Weapon in Mind - Sexto álbum de estudio - Publicado: 23 de septiembre de 2013        | 1        | 14       |          |                | 59       |                       |

### Sencillos
| Año  | Título                             | Posición | Posición | Posición | Posición | Posición | Posición | Posición | Posición | Posición | Álbum                     |
| Año  | Título                             | NO       | GER      | NL 40    | NL 100   | US Hot   | US Main  | CHL      | CH       | AU       | Álbum                     |
| ---- | ---------------------------------- | -------- | -------- | -------- | -------- | -------- | -------- | -------- | -------- | -------- | ------------------------- |
| 2002 | "Fragile (Free)"                   | —        | —        | —        | —        | —        | —        | —        | —        | —        | Another Phase             |
| 2002 | "My Lullaby"                       | 5        | —        | —        | —        | —        | —        | —        | —        | —        | Another Phase             |
| 2004 | "You're the Only One"              | 8        | —        | 32       | 19       | 86       | 25       | 8        | —        | —        | Mellow / White Turns Blue |
| 2004 | "Just a Little Bit"                | —        | —        | —        | —        | —        | —        | —        | —        | —        | Mellow / White Turns Blue |
| 2005 | "Miss You Love" 1                  | —        | 73       | —        | 61       | —        | —        | —        | —        | —        | Apparently Unaffected     |
| 2006 | "Just Hold Me"                     | 2        | 14       | 26       | 7        | —        | —        | —        | 7        | 4        | Apparently Unaffected     |
| 2006 | "Our Battles"                      | —        | —        | —        | —        | —        | —        | —        | 81       | —        | Apparently Unaffected     |
| 2008 | "Nevermind Me"                     | —        | 84       | —        | —        | —        | —        | —        | —        | —        | Apparently Unaffected     |
| 2008 | "Belly Up" 2                       | 4        | —        | —        | —        | —        | —        | —        | —        | —        | Cause and Effect          |
| 2008 | "All This Time"                    | 10*      | 12*      | 12       | 7        | —        | —        | —        | 20       | 8*       | Cause and Effect          |
| 2009 | "I'm In Love"                      | —        | —        | —        | 54       | —        | —        | —        | —        | —        | Cause and Effect          |
| 2009 | "I Was Made For Lovin' You"        | —        | 91       | —        | —        | —        | —        | —        | 20       | —        | Cause and Effect          |
| 2009 | "Wide Awake" (Sasha ft Maria Mena) | —        | 63       | —        | —        | —        | —        | —        | —        | —        | Soundtrack: Lila, Lila    |

Notas
- 1: El sencillo fue publicado en Holanda, Alemania, España y Austria en 2007.

- 2: Belly Up sólo fue sencillo en Noruega.